# Haley Irwin
Haley Lyn Irwin (* 6. Juni 1988 in Thunder Bay, Ontario) ist eine ehemalige kanadische Eishockeyspielerin, die unter anderem für Les Canadiennes de Montréal und Calgary Inferno in der Canadian Women’s Hockey League (CWHL) sowie die Toronto/Mississauga Aeros in der National Women’s Hockey League (NWHL) aktiv war. Mit der kanadischen Nationalmannschaft gewann sie zwei Gold- und eine Silbermedaille bei Olympischen Spielen sowie eine Gold- und vier Silbermedaillen bei Weltmeisterschaften. Seit 2019 arbeitet sie als Trainerin an der Ryerson University (U Sports).

## Karriere
Haley Irwin spielte bis zum Alter von 16 Jahren in Jungenmannschaften und war das erste Mädchen in Thunder Bay, das in eine solche des AAA-Levels aufgenommen wurde. Mit 16 Jahren wechselte sie zum Fraueneishockey und wurde in die U22-Nationalmannschaft Kanadas aufgenommen.
Mit der regionalen Auswahlmannschaft Ontarios, den Ontarios Reds, gewann sie das Nationale Frauen-U18-Turnier 2005 in Salmon Arm, BC. Auf Vereinsebene spielte sie für die Toronto Aeros Junior, mit denen sie 2005 und 2006 jeweils die Meisterschaft der PWHL und die Regionalmeisterschaft der OWHA gewann. Während der Saison 2005/06 war sie Mannschaftskapitän der Aeros und wurde sowohl in der Saison 2004/05, als auch 2005/06 als MVP der Aeros ausgezeichnet. 2007 wurde sie erneut in Ontarios Auswahlmannschaft berufen und gewann mit dieser die Bronzemedaille der nationalen Meisterschaft (Esso Women’s Nationals).
Zudem kam sie für das Frauenteam der Aeros in der National Women’s Hockey League zum Einsatz.

### Minnesota Duluth Bulldogs
Im Sommer 2007 holte Shannon Miller, damals Cheftrainerin für Fraueneishockey an der University of Minnesota Duluth und ehemalige Nationaltrainerin Kanadas, Haley Irwin an die University of Minnesota. Im Herbst 2007 begann Irwin mit ihrem Studium des öffentlichen Gesundheitswesens und spielte parallel für die Bulldogs, dem Eishockeyteam der Universität, in der Western Collegiate Hockey Association (WCHA). In der Saison 2007/08 war Irwin Topscorerin der WCHA und wurde am Saisonende als Rookie des Jahres ausgezeichnet. Zudem wurde sie in das First All-Star Team, All-Rookie-Team und WCHA All-Tournament Team gewählt. Im Entscheidenden Spiel um die Meisterschaft der NCAA Division I erzielte Irwin den Siegtreffer.
Während ihrer zweiten Saison an der Universität erzielte Irwin 22 Tore und 22 Assists in 39 Spielen und erreichte mit den Bulldogs erneut das NCAA „Frozen Four“ Turnier. Zudem wurde sie erneut in das All-WCHA-Team gewählt. Während der Saison 2009/10 pausierte sie vom College-Eishockey und bereitete sich stattdessen mit der Nationalmannschaft auf die Olympischen Winterspiele 2010 vor.
Während der Saison 2010/11 war Irwin erneut Topscorerin der WCHA und belegte mit einem Punktedurchschnitt von 2,29 Punkten pro Spiel (32 Punkte: 17 Tore, 15 Assists in 14 Spielen) Platz zwei in dieser NCAA-weiten Wertung. Für die folgende Saison wurde sie erneut als Kapitän der Bulldogs ernannt. Im Spiel gegen die Minnesota State University, Mankato am 18. Februar 2012 erzielte Irwin den 200. Scorerpunkt ihrer NCAA-Karriere.

### Canadian Women’s Hockey League
Während des CWHL Draft 2012 wurde Irwin an dritter Stelle von den Brampton Thunder ausgewählt. Sie spielte jedoch nicht für die Thunder, sondern zog nach Montreal und wurde an die Montreal Stars abgegeben. Mit den Stars erreichte sie 2013 das Finale um den Clarkson Cup. Im Sommer 2014 wurde Irwin an die Calgary Inferno transferiert, für die sie bis 2017 spielte.

### International
Haley Irwin spielte zunächst ab etwa 2007 für die kanadische U22-Nationalmannschaft. Ab 2009 gehörte sie zum A-Nationalteam und debütierte für diese bei der Weltmeisterschaft 2009, wo sie mit der Auswahl die Silbermedaille gewann.
In den Jahren 2009 und 2010 nahm sie jeweils mit ihrer Mannschaft am 4 Nations Cup teil.
Während der Saison 2009/10 setzte sie vom Studium aus und bereitet sich mit dem Team Canada auf die Olympischen Winterspiele 2010 in Vancouver vor. Beim olympischen Turnier selbst gewann sie die Goldmedaille. Es folgte die Weltmeisterschaft 2011, bei der sie eine weitere Silbermedaille gewann, und die Weltmeisterschaft 2012, bei der sie erstmals Weltmeisterin wurde. Die Saison 2013/14 verbrachte sie erneut zentralisiert bei Hockey Canada, unter anderem im Spielbetrieb der Alberta Midget Hockey League. Beim Höhepunkt der Saison, den Olympischen Spielen 2014 in Sotschi verteidigten die Kanadierinnen ihren Olympiasieger-Titel.
Zwischen 2015 und 2016 hatte sie mit den Folgen eines Schädel-Hirn-Traumas und einer Hüftverletzung zu kämpfen, so dass sie erst beim 4 Nations Cup 2016 ins Team Canada zurückkehrte. 2017 gewann sie eine weitere Silbermedaille bei der Weltmeisterschaft. In Vorbereitung der Olympischen Spiele 2018 wurde das Team Canada erneut zusammengezogen und in der AMHL auf das Turnier vorbereitet. Bei Turnier in PyeongChang erzielte Irwin zwei Tore und gewann mit der kanadischen Auswahl die Silbermedaille.
Im Juni 2020 beendete sie ihre Nationalmannschaftskarriere offiziell nach 80 Scorerpunkten (38 Tore und 42 Assists) in 108 Länderspielen und 11 Jahren Zugehörigkeit zum Nationalteam.

## Erfolge und Auszeichnungen
| - 2008 WCHA Rookie of the Year - 2008 Beste Scorerin der WCHA - 2008 WCHA Final Face-Off All-Tournament-Team - 2008 WCHA All-Rookie-Team - 2008 WCHA First All-Star-Team | - 2008 NCAA-Division-I-Championship mit der University of Minnesota Duluth - 2009 WCHA Third All-Star-Team - 2011 WCHA Second All-Star-Team - 2011 WCHA All-Academic-Team |

### International
| - 2009 Silbermedaille bei der Weltmeisterschaft - 2010 Goldmedaille bei den Olympischen Winterspielen - 2011 Silbermedaille bei der Weltmeisterschaft - 2012 Goldmedaille bei der Weltmeisterschaft | - 2013 Silbermedaille bei der Weltmeisterschaft - 2014 Goldmedaille bei den Olympischen Winterspielen - 2017 Silbermedaille bei der Weltmeisterschaft - 2018 Silbermedaille bei den Olympischen Winterspielen |

## Karrierestatistik

### International
(Legende zur Spielerstatistik: Sp oder GP = absolvierte Spiele; T oder G = erzielte Tore; V oder A = erzielte Assists; Pkt oder Pts = erzielte Scorerpunkte; SM oder PIM = erhaltene Strafminuten; +/− = Plus/Minus-Bilanz; PP = erzielte Überzahltore; SH = erzielte Unterzahltore; GW = erzielte Siegtore; 1 Play-downs/Relegation; Kursiv: Statistik nicht vollständig)